# 中和広域消防組合
中和広域消防組合（ちゅうわこういきしょうぼうくみあい）は奈良県大和高田市、橿原市、御所市、高市郡高取町、明日香村の1市2村により組織された消防組合である。消防本部は橿原市に置かれていた。奈良県広域消防組合に統合し解散した。

## 概要
- 消防本部：奈良県橿原市慈明寺町149-3
- 管内面積：166.50km2
- 職員定数：310人
- 消防署4カ所
- 主力機械（2009年4月1日現在）
  - 普通消防ポンプ自動車：9
  - 水槽付消防ポンプ自動車：3
  - はしご付消防自動車：3
  - 化学消防自動車：1
  - 救急自動車：11
  - 指揮車：5
  - 救助工作車：1
  - 小型動力ポンプ：1
  - 電源・照明車：1
  - 資機材搬送車：8
  - その他車両：7

## 沿革
- 1987年4月1日 – 中和広域消防組合が発足。
- 2014年4月1日 - 奈良県広域消防組合に統合し解散した[1][2][3]、統合後の消防本部は中和広域消防組合消防本部（橿原消防署を併設）の位置に設置された。